# Luthagsesplanaden

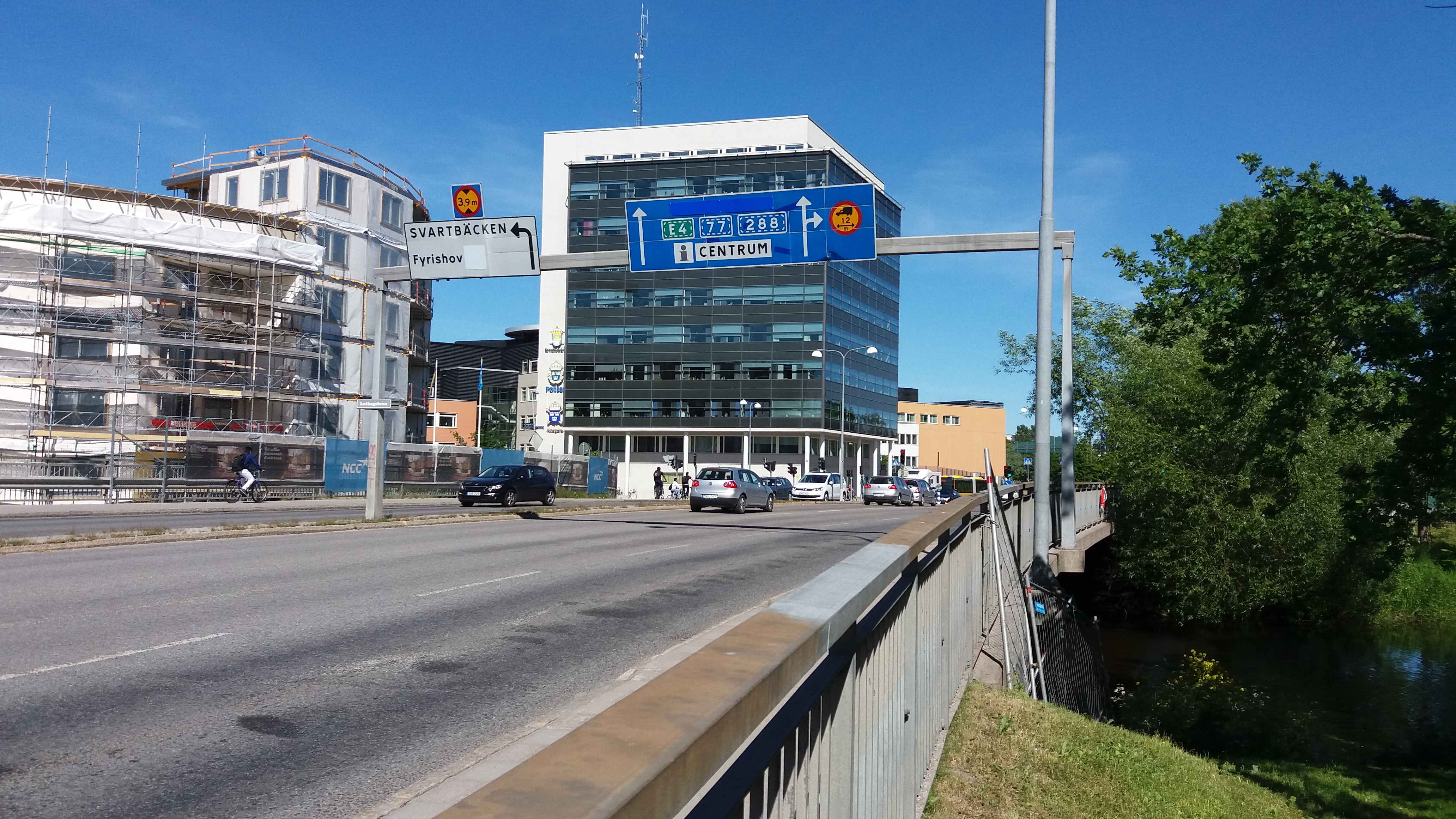
Luthagsesplanaden vid Luthagsbron

Luthagsesplanaden är en stor gata i Uppsala som passerar genom stadsdelen Luthagen i öst-västlig riktning. 
Den övergår i väster i Enköpingsvägen och Bärbyleden, i öster i Råbyvägen. 
Luthagsesplanaden planerades på 1920-talet som ett parkstråk genom staden, men blev inte färdigbyggd förrän på 1960-talet, då den dessutom försågs med körfält i mitten för att fungera som genomfart för riksväg 55 och 72. Numera går riksvägarna på Bärbyleden norr om Uppsala, men Luthagsesplanaden har fortfarande mycket trafik. 
Efter den slutgiltiga utformningen på 1960-talet, då Luthagsesplanaden blev en trafikled, kallas gatan, och i viss mån även dess förlängningar åt båda håll, fortfarande av många Uppsalabor för Luthagsleden.